# Station camp militaire du Valdahon
Station Camp militaire du Valdahon is een spoorwegstation in de Franse gemeente Valdahon.